# Sy, Ardennes

Sy este o comună în departamentul Ardennes din nordul Franței. În 1 ianuarie 2022 avea o populație de 56 de locuitori.